# 鳴門教育大学附属小学校
鳴門教育大学附属小学校（なるときょういくだいがく ふぞくしょうがっこう）は、徳島県徳島市南前川町一丁目にある国立小学校。

## 沿革
- 1986年（昭和61年）- 徳島大学附属小学校が鳴門教育大学に移管され、鳴門教育大学学校教育学部附属小学校になる。
- 2004年（平成16年）- 国立大学の法人化に伴い、鳴門教育大学附属小学校に名称変更をする。

## 特徴
生徒の7割以上は鳴門教育大学附属幼稚園からの内部進学である、
また生徒の多くが鳴門教育大学附属中学校に内部進学する。

## 教育活動
6年生が朝早くに登校し、「愛・生・創の活動」と呼ばれる活動を自主的に行っている。それぞれ学校の清掃活動、外で体を動かす活動、始業前の読書などの自学自習を指し、1980年から同じような形で続けられている伝統ある活動である。また、他の学年では、「はぐくみ活動」という活動に取り組んでいる。はぐくみ活動とは、一般的に言う、行事、児童会活動、クラブ活動、学級活動などの特別活動のことである。これらの活動によって、子どもたちの「愛・生・創」を育むことを目指している。

## 学校周辺
- 徳島県立文学書道館
- 徳島市徳島中学校
- 徳島市助任小学校
- 徳島市内町小学校
- 香蘭高等学校

## アクセス
- JR徳島駅より徒歩約20分。
- JR徳島駅より徳島市営バス「島田石橋行き」約15分助任橋下車、徒歩5分。
- JR徳島駅より徳島バス「岡崎行き」約15分助任橋下車、徒歩5分。